# El secreto (telenovela)
El secreto es una telenovela española-mexicana producida por Euro Ficción, con la colaboración de RTVE y con la participación de la productora mexicana Televisa. Fue emitida durante el año 2001 por La 1.
Está basada en la telenovela mexicana Retrato de familia del año 1995, original de Jesús Calzada.
Protagonizada por Lola Forner, Eduardo Capetillo y Lorena Bernal (fue villana pero más tarde se hizo buena) y las participaciones antagónicas de Cristina Higueras, Manuel Navarro y Luis Lorenzo Crespo.
La serie ha sido repuesta íntegra en Rioja Televisión y La 8. Desde el 14 de septiembre de 2022 la serie puede verse a la carta gratuitamente de forma íntegra, sin cortes y en alta definición en la plataforma RTVE Play de Radiotelevisión Española.

## Argumento
La historia gira en torno a la familia Serrano Vega-Montalbán, Elena Vega-Montalbán de Serrano y Juan José "Juanjo" Serrano están casados y tienen tres hijos jóvenes: Virginia, David y Celia. 
Hace años que el matrimonio dejó de funcionar y ahora solo comparten casa y apariencia de pareja feliz de cara a la sociedad. Juanjo es un hombre insensible, vividor y mujeriego, que ve a su mujer como un objeto decorativo más de los que tiene en casa. Elena ha soportado durante años esta situación para no hacer daño a sus hijos. 
Juanjo preside una importante clínica de cirugía plástica, líder en el sector. A pesar de ser un médico mediocre, Juanjo llegó rápidamente a este puesto gracias a su matrimonio con Elena. Doña Gloria Montalbán, viuda de Vega, es la madre de Mercedes y Elena y una de las principales socias de la clínica, ya que ésta fue fundada por su hermano Antonio Montalbán. A la muerte de éste, Elena, su sobrina predilecta, heredó la totalidad de sus acciones en la clínica, lo que la convierte en la socia mayoritaria. Por su parte Mercedes, derrochadora y ambiciosa, hubo de conformarse con heredar un piso espléndido que como siempre, malvendió para pagar sus caros caprichos. 
Doña Gloria, señora de alta sociedad, extremadamente religiosa y siempre pendiente de los convencionalismos sociales, procura persuadir a su hija Elena para que aguante y asuma su papel de madre y esposa resignada. La buena señora no podría soportar un segundo divorcio en la familia. El primero fue el de su hija mayor: Mercedes que, desde siempre, fue una mujer caprichosa y envidiosa. La nota dominante en su vida han sido unos celos enfermizos hacia su hermana Elena. La verdadera razón de su odio es que su hermana le “robó” a Juanjo, el único hombre de quien ha estado enamorada. A pesar de que ella hizo todo lo que pudo por impedirlo (un intento de suicidio, un embarazo...) Juanjo se casó con Elena. Mercedes, despechada, se casó poco después con Alberto, un joven arquitecto y excelente persona a quien ella nunca supo valorar. Alberto era un hombre paciente y comprensivo, pero como todo tiene un límite, se cansó de los caprichos y desprecios de su mujer. A los ocho años de casados, se divorciaron. 
La confidente de Elena es Candela, una mujer maravillosa que lleva sirviendo desde que era joven en casa de D.ª Gloria. Candela ha sido como una madre para Mercedes y Elena. Cuando Elena se casó se trasladó a su casa “temporalmente” para ayudarla con los niños, pero luego nunca encontró el momento de regresar con Gloria. Elena la adora y para ella es una más de la familia, pero este respeto se extiende también a los demás. Incluso Juanjo y Doña Gloria le guardan una deferencia especial. Posiblemente, el motivo sea, que Candela conoce grandes secretos familiares que hasta la fecha, guarda celosamente, entre ellos el del verdadero origen de Virginia. 
Juanjo tiene un amigo y consejero: Óscar. Este hombre, egoísta y ambicioso, alienta el egocentrismo y vanidad de Juanjo, con el fin de ganarse su confianza incondicional. Óscar es médico, pero lo único que ha hecho con su título de doctor en medicina fue enmarcarlo y colgarlo en el despacho. “Va de médico” por la vida pero en la práctica, siempre ha desempeñado labores administrativas en la clínica de cirugía plástica. Aparenta trabajar bajo las órdenes de Juanjo pero en realidad, es él quien de verdad maneja a su antojo los asuntos de la clínica. Su jefe y amigo es para él, una persona fácilmente manipulable. Está convencido de que, llegado el momento, podrá sustituirlo en la empresa, adueñándose de su poder y de su fortuna. 
Virginia, la hija mayor de Juanjo y Elena, nunca se ha llevado bien con su madre. De hecho ha manifestado siempre hacia ella una rivalidad y un odio feroz, alimentada por su padre y por su tía Mercedes. Para Juanjo Virginia es su hija favorita, los dos tienen un carácter muy parecido. Juanjo la adora pero solo lamenta que sea mujer. Le habría gustado que David, su único hijo varón, fuera como él; pero el chico se parece más a su madre y no se deja manipular, lo que provoca continuas peleas entre ellos. Un buen día Elena conoce a Fernando, un joven y magnífico cirujano que se incorpora a la clínica recomendado por uno de los socios minoritarios. Desde el primer momento surge entre ellos una atracción mutua, muy inquietante para Elena porque además de ser una mujer casada, Fernando es diez años menor que ella. Más tarde descubre que Fernando tuvo un fugaz romance con Virginia ¡su propia hija! Ante este nuevo obstáculo, toma la decisión de verlo solo como un amigo, aunque en el fondo, sabe que es el hombre que podría darle el amor con el que ha soñado toda la vida.

## Elenco
- Lola Forner ... Elena Vega Montalbán
- Eduardo Capetillo ... Fernando Salazar
- Gema Ángel ... Elenita Salazar Vega
- Cristina Higueras ... Mercedes Vega Montalbán
- Manuel Navarro ... Juan José "Juanjo" Serrano Navarro / Carlos Serrano Navarro
- Lorena Bernal ... Virginia Serrano Vega
- Fernando Díaz ... David Serrano Vega
- Verónica Jiménez ... Celia Serrano Vega
- Concha Leza ... Candela Rodríguez
- Mabel Karr / Claudia Gravy ... Gloria Montalbán
- Luis Lorenzo Crespo ... Óscar Viñuelas
- Alberto Vázquez ... Alberto
- Mar Flores ... Ana Carrión Beltrán
- Yadhira Carrillo ... Lydia
- Rafa Castejón ... Joaquín
- Carolina Cerezuela ... Charlie
- Abelardo Gabriel ... Federico Peñalver
- Luis Hacha ... Jaime Bueno
- Aimee Weisz ... Laurita
- María Santos ... Patricia
- Paco Manzanedo ... Diego Peñalver
- Estrella Zapatero ... Ruth Díaz
- Luisa Gavasa ... Miriam
- Vicente Gisbert ... Manuel Valladares
- Liz Lobato ... Margarita Ruano
- Carmen Bernardos ... Leonor
- Esther Toledano ... Mayte
- Athenea Mata ... Araceli
- Julián Navarro ... Gabino
- Mónica Salazar ... Mónica Peñalver
- María Kosty ... Adelita Santiesteban
- Ana Turpin ... Beatriz Velanzategui Santiesteban
- Dany Díez ... Raúl
- Carlos Montoro ... Eduardo Quiroga

## Equipo técnico
- Basado en una telenovela original de: Jesús Calzada.
- Adaptación de: Susana Prieto y Lea Vélez.
- Guion (capítulos): Susana Prieto, Lea Vélez, Virginia Yagüe, Guillermo Estrada, Isabel Arranz, Clara Pérez Escrivá y Julia Altares.
- Música: Federico Vaona y Jorge Alberto Sánchez.
- Sintonía cabecera: Compuesta por Federico Vaona e interpretada por Eduardo Capetillo.
- Directores de fotografía: Ángel Blanco, Felipe Baeza y Adrián Rueda.
- Decorador: Antonio Belizón.
- Sonorizador: Israel Jurado.
- Editores: Alfredo Sánchez Díaz y Claudio González.
- Delegado de TVE: Carlos I. Manrique.
- Coordinador de Dirección: José Picaporte.
- Coordinadora general: Hilda Santaella.
- Directora de producción: Virginia Martín Leiva.
- Realización en exteriores: Alfredo Sánchez Díaz.
- Dirección y realización: Valerio Boserman, Julián Pastor y Víctor Manuel Fouilloux.
- Producción ejecutiva: Carlos Moreno Laguillo y Carlos Orengo.

## Curiosidades
- El secreto es un remake de la telenovela mexicana Retrato de familia, producida por Televisa en 1995. La telenovela estuvo protagonizada por Helena Rojo, Alfredo Adame y Yolanda Andrade encarnando, respectivamente, los personajes de Lola Forner, Eduardo Capetillo y Lorena Bernal en El secreto.[2]
- El secreto contó para su adaptación, con guiones de Susana Prieto y Lea Vélez, las mismas que posteriormente realizaron otras telenovelas de producción propia como La verdad de Laura (telenovela también coproducida por Televisa), Luna negra u Obsesión.
- En un principio la telenovela iba a constar de una sola temporada, pero tal fue el éxito que cosechó que tras el final de la primera temporada en julio de 2001, acabó renovándose la telenovela por una temporada más, emitida en otoño, esta vez con tramas nuevas, inéditas en la versión original.
- Luis Hacha, Lola Forner y Manuel Navarro volvieron a trabajar en este caso en México, con el productor Carlos Moreno Laguillo, uno de los productores de El secreto, en la telenovela En nombre del amor adaptación de la telenovela Cadenas de amargura de 1991. Eduardo Capetillo también tuvo una pequeña participación.
- La cabecera de la serie fue rodada en la ciudad española de Valladolid. El fondo en el que sucede es la Casa Consistorial, situada en la Plaza Mayor de dicha ciudad.
- La canción principal El secreto, compuesta y producida por Federico Vaona fue cantada por el mismo Eduardo Capetillo y se realizó también como sencillo principal de su álbum "Eduardo Capetillo".